# Звонецкий Хутор
Звонецкий Хутор (укр. Звонецький Хутір) — село,
Никольский сельский совет,
Солонянский район,
Днепропетровская область,
Украина.
Код КОАТУУ — 1225084305. Население по переписи 2001 года составляло 366 человек .

## Географическое положение
Село Звонецкий Хутор находится на берегах реки Сухая Сура,
выше по течению на расстоянии в 1 км расположено село Орехово,
ниже по течению на расстоянии в 0,5 км расположено село Василевка.
Река в этом месте пересыхает, на ней сделано несколько запруд.

## История
Дата основания — 1860-е. Село основано переселенцами из села Звонецкое.

## Объекты социальной сферы
- Школа.
- Фельдшерско-акушерский пункт.
- Стадион.
- Магазин

## Достопримечательности
- Скифский курган (геодезический пункт).